# Arrondissement de Borgne
L’Arrondissement de Borgne est un arrondissement d'Haïti, subdivision du département du Nord. Il a été créé autour de la ville de Borgne  qui est aujourd'hui son chef-lieu. Il est peuplé par 106 220 habitants (estimation 2009).
L’Arrondissement compte deux communes :
- Borgne
- Port-Margot